# لغز القبعات البيضاء والسوداء
لغز القبعات البيضاء والسوداء هو لغز منطقي، ويُروى بعدة طرق مختلفة  ولكنها تتفق جميعاً في الصورة العامة وطريقة الحل:
استاء أحد الملوك من ارتفاع تكاليف إدارة أحد السجون وتكاليف اطعام المساجين فيه فقرر اغلاقه، وعزم على افراغه من السجناء بقتل بعضهم واطلاق سراح الآخرين، فنادى على السجناء وأخبرهم بأنه سيقوم بجمعهم غداً في صف واحد وسيأمر بإلباس كل منهم قبعة سوداء أو بيضاء بحيث يرى كل سجين قبعات السجناء الذين أمامه ويستطيع معرفة ألوانها ولا يستطيع رؤية لون قبعته ولا قبعات من خلفه , علما بأن عدد القبعات السوداء يساوى عدد القعبات البيضاء، ثم سيبدأ بسؤالهم واحداً واحداً ابتداء من السجين الأخير كلٌ عن لون قبعته، فمن يصب منهم ينجو ويُطلق سراحه ومن يخطأ فسيُعدم، أمضى السجناء ليلتهم وهم يفكرون في طريقة تنجيهم جميعاً أو تنقذ أكبر عدد منهم.
ما أفضل طريقة يمكن للسجناء اتباعها ؟ وكم أكبر عدد من السجناء يمكن ضمان نجاتهم ؟

## الحل
لا تختلف طريقة الحل بتغير عدد السجناء أو بتغير طريقة توزيع القبعات عليهم، ولا يستلزم حله مهارات عليا في الرياضيات فكل ما يحتاجه هو معرفة بخواص الأعداد الزوجية والفردية والتعاقب فيما بينها:
1. يبدأ السجين الأخير بعد القبعات السوداء التي يراها في السجناء أمامه.
2. إذا كان عددها زوجياً يقول أن قبعته سوداء وإن كان فردياً يقول أن قبعته بيضاء (هذا السجين سينجو أو يموت اعتماداً على الحظ).
3. يقوم السجين التالي بعد القبعات السوداء التي أمامه ويحدد ما إذا كان عددها زوجياً أو فردياً.
4. يقارن السجين بين نتيجة عده والمعلومة التي أخذها من السجين الذي يسبقه.
5. إن كان هنالك تطابق فهذا يعني أنه لا يرتدي قبعة سوداء، أما إذا حصل اختلاف فهذا يعني أنه يرتدي قبعة سوداء.
6. يقوم السجين الذي يليه بالعد والمقارنة ثم يجيب وهكذا، مع الانتباه إلى أنه إذا قال أحد السجناء أن قبعته سوداء فهذا يعني أن عدد القبعات السوداء نقص قبعة واحدة وبالتالي يتغير عددها من زوجي إلى فردي أو العكس.

هذه أفضل طريقة يمكن للسجناء اتباعها، لأن نسبة نجاة السجين الأخير 50% أما البقية فـ 100%.

### مثال للتوضيح
| ألوان قبعات السجناء ابتداء من الأخير | عدد القبعات السوداء أمام السجين | إجابة السجين ومصيره |
| ------------------------------------ | ------------------------------- | --- |
| أسود                                 | 3 (فردي)                        | فردي ← لون قبعتي بيضاء ← سيُقتل (نجاة هذا السجين أو موته تعتمد على الحظ، ولكن مخاطرته ضرورية لنجاة بقية السجناء)                                                                                |
| أبيض                                 | 3 (فردي)                        | تطابق ← لون قبعتي بيضاء (احتمال كونها قبعة سوداء غير وارد، لأن عدد القبعات السوداء التي أمامه فردي وبفرض أن قبعته سوداء سيكون عدد القبعات السوداء التي رآها السجين الأخير زوجياً وهذا غير صحيح) |
| أسود                                 | 2 (زوجي)                        | اختلاف ← لون قبعتي سوداء |
| أبيض                                 | 2 (زوجي)                        | تطابق ← لون قبعتي بيضاء |
| أسود                                 | 1 (فردي)                        | اختلاف ← لون قبعتي سوداء |
| أسود                                 | 0 (زوجي)                        | اختلاف ← لون قبعتي سوداء |
| أبيض                                 | 0 (زوجي)                        | تطابق ← لون قبعتي بيضاء |
| نهاية الصف                           |                                 | |

## اقرأ أيضاً
- معضلة المربع المفقود
- لغز المساجين و القبعات
- مسألة خلط الماء والعصير
- لغز الجسر والفانوس
- لغز عمر الأطفال الثلاثة
- لغز عبور النهر
- بطولة الألغاز العالمية
- بطولة الألغاز الأسترالية